# Crossodactylus cyclospinus
Crossodactylus cyclospinus es una especie de anfibio anuro de la familia Hylodidae.

## Distribución geográfica
Esta especie es endémica del estado de Minas Gerais en Brasil. Se encuentra en los municipios de Santa Maria do Salto y Cristália.

## Publicación original
- Nascimento, Cruz & Feio, 2005: A new species of diurnal frog in the genus Crossodactylus Dumeril and Bibron, 1841 (Anura, Leptodactylidae) from southeastern Brazil. Amphibia-Reptilia, vol. 26, n.º 4, p. 497-505[6]